# Amemait
| D36 | m | F10 | m&t | A14 · Z2 |

| D36 | m | F10 | m&t | A14 · Z2 |

Amemait

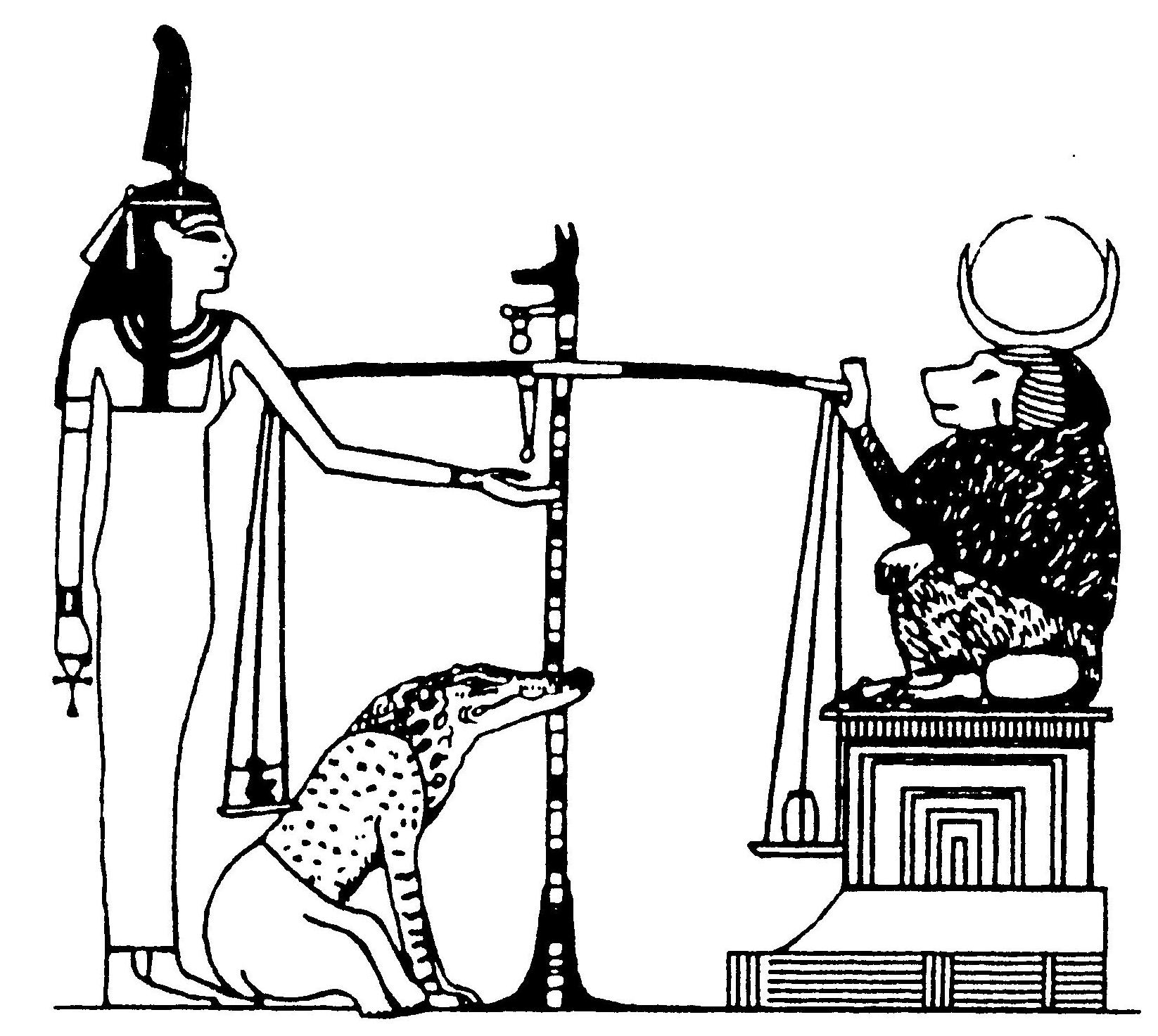
Amemait čekající při podsvětním soudu

Amemait (též Ammut, Amemet, Amamet a podobně, v překladu „Požíračka“ nebo „Polykačka“) je ve starověkém Egyptě mytologická bytost s hlavou krokodýla, hřívou a tělem lva a zadní částí těla hrocha spojená s představou podsvětního soudu před bohem Usirem v Duatu. Poprvé je doložena kolem roku 1400 př. n. l. v období Nové říše v Knihách mrtvých, kde se vyskytuje zpočátku jen ojediněle, po Achnatonově náboženské reformě ji však obsahují v podstatě všechny dochované exempláře. V pohřebních textech a výzdobě hrobek se objevuje až do samého závěru řecko-římské doby.
Nelze vyloučit, že původně Amemait mohla personifikovat princip „jezera plamenů“ doloženého v Textech rakví, které obklopovalo podsvětí, a v němž na jednu stranu zahynuli všichni, jimž byl vstup pro špatné pozemské skutky zapovězen, na druhou stranu ale poskytovalo obživu všem spravedlivým zemřelým.
Podle pozdějších představ Egypťanů, jak vyplývají z interpretace 125. kapitoly Knihy mrtvých, prokazuje zemřelý před podsvětním soudem mravní čistotu svého pozemského života v souladu s maat formou tzv. negativní zpovědi: v odpovědi na 42 otázky před tribunálem bohů vypočítává zapovězené skutky a prohlašuje, že se jich nedopustil. Korektivem jeho výpovědi jsou váhy, na jejichž miskách leží srdce zemřelého reprezentující svědomí vyvažované symbolem bohyně Maat představujícím princip spravedlnosti. Při prohlášeních souzeného jeho srdce „promluvilo“ a ukázalo-li se, že není v rovnováze s maat, čekající Amemait je pozřela (proto bývá označována jako „požíračka srdcí“). Zemřelému tím znemožnila dosažení posmrtného života, což znamenalo definitivní zánik jeho existence.
Podle souhlasného mínění badatelů je Amemaitina podoba, složená ze tří nebezpečných zvířat, výrazem „její nelítostné povahy a obrovské žravosti“, čímž umocňuje strašlivou a nekompromisní povahu této bytosti. Není bez zajímavosti, že existuje podobnost mezi hrozivou Amemait a veskrze pozitivní bohyní Tueretou, jejíž vyobrazení kombinuje prvky stejných nebezpečných zvířat: má podobu hrošice s krokodýlím ocasem stojící na lvích tlapách. Tueret byla ochránkyní těhotných a rodících žen a malých dětí a jako taková měla vlídnou povahu. Způsob jejího zobrazení badatelé spojují s ochranitelskou funkcí – zdánlivě nebezpečná podoba měla, podobně jako např. u Bese, zastrašit zlé síly, které by rodičku nebo dítě ohrožovaly. Přes svou pravděpodobnost ovšem toto vysvětlení není původními prameny přímo doloženo.
O interpretaci Amemaity se pokoušejí některé novodobé esoterické proudy. Například Jaromír Kozák, který s odkazem na Hérodota, podle nějž „Egypťané jako první vyslovili myšlenku..., že když tělo umírá, přechází duše do jiného živého tvora, který se právě narodil“, přikládá egyptským pohřebním textům tajný a jen staroegyptským „zasvěcencům“ zřejmý reinkarnační význam, v návaznosti na analogii mezi ní a Tueretou, ochránkyní porodů, navrhuje egyptské slovo mutej – „zemřelý“ chápat v primárním významu jako „mající matku“ a Amemaitino jméno kromě základního významu překládat jako „Matka opatřující“. Pak by pozření srdce při podsvětním soudu neznamenalo konečný zánik toho, kdo nebyl shledán spravedlivým, ale jeho opětovný „nucený sestup do světa hmoty“, tedy nové zrození na tomto světě, které mu ve smyslu reinkarnace umožní očištění. Tyto představy nejsou ovšem egyptologií akceptovány s poukazem, že „v původních egyptských pramenech se náznaky převtělování objevují jen zcela ojediněle až v pozdních lidových vyprávěních pohádkového charakteru“ a že samotné „náboženské texty se o něm nezmiňují a svou celkovou koncepcí ho spíše vylučují“.